# Strada maestra M-1.1
La strada maestra M-1.1 (in montenegrino Magistralni put M-1.1) è una delle strade maestre del Montenegro.

## Storia
La galleria di Sozina fu aperta al traffico il 13 luglio 2005.

## Percorso
La strada maestra M-1.1 è definita dai seguenti capisaldi d'itinerario: "Sutomore (incrocio con la M-1) - galleria di Sozina - Virpazar (incrocio con la M-2)."